# تل داميا
تل داميا (Tall Damiyah ) هو موقع أثري يعود إلى العصر الحديدي في الأردن. تقع في وادي الأردن الأوسط في محافظة البلقاء ويحددها معظم العلماء بالمدينة التاريخية والتوراتية أداما. يقع تل داميا بالقرب من حقول دولمن داميا، ولكنه يختلف عنها.

## الحفريات الأثرية
تل داميا هو تل صغير يحمل أدلة على الاستيطان المستمر طوال العصر الحديدي، ويقع في السهول الفيضية في وادي الأردن. تشير الأدلة الأثرية الأخرى، مثل قطع الفخار، إلى وجود بشري إضافي خلال العصر البرونزي المتأخر، والفترة الفارسية الهلنستية، والفترة البيزنطية، والفترة العثمانية. على الرغم من الاعتراف بها في كتابات الرحلات منذ وقت مبكر من القرن التاسع عشر، إلا أن التحقيقات الأثرية واسعة النطاق لم تبدأ إلا منذ عام 2012. ومن بين الاكتشافات في هذا الموقع تماثيل صغيرة لخيول ذات رأسين يعود تاريخها إلى العصر الحديدي المتأخر - وهي شائعة في المنطقة الأوسع، على الرغم من أنها أكثر تفردًا في بلاد الشام على وجه التحديد. بقايا مبنيين على الأقل  تم التحقيق فيها، بما في ذلك المناطق المجاورة ذات الارتفاعات المختلفة، والتي يُعتقد أنها تُستخدم لأغراض استراتيجية.

تشير الأدلة في تل داميا إلى تاريخ احتلال مستمر خلال العصر الحديدي. كما جاء في تقرير ميداني صدر عام 2014:
"إن هذا الاحتلال المستقر المنهجي، الذي لم يكن معروفًا من قبل في علم الآثار في الشرق الأدنى وحتى خارجه، يفرض على العلماء توسيع نطاقهم الجغرافي، من أجل فهم كيفية تفاعل هؤلاء الناس مع المنطقة المحيطة. كان سكان وادي الأردن الأوسط خلال العصر الحديدي الثاني والعصر الفارسي منخرطين بشكل لا لبس فيه في دورة مستمرة من الهجرة، والعودة إلى المواقع المستقرة سابقًا؛ بعبارة أخرى، البحث عن مناطق مفضلة ولكنهم يعيشون أسلوب حياة مستقر."
يفترض علماء الآثار أن الموقع كان "مكانًا إقليميًا وإقليميًا للتجمع الديني". قادت الحفريات الأخيرة في تل داميا لوكاس ب. بيتيت من المتحف الوطني الهولندي للآثار وزيدان كفافي من جامعة اليرموك الأردنية. وقد شملت الدراسات أيضًا تأريخ التلألؤ لرواسب العصر الحديدي.

## المواقع ذات الصلة
من المواقع الأثرية ذات الصلة والقريبة في وادي الأردن: تل المزار على الضفة الغربية؛ تل دير علا Tell es-Sa'idiyeh [الإنجليزية] على الضفة الشرقية.

## روابط خارجية
- تل داميا، الأردن: إعادة بناء موقع العصر الحديدي (18 أبريل 2019)، على learningsites.com. تم الوصول إليه في 19 أغسطس 2022.
- صور داميا في المركز الأمريكي للأبحاث